# Carina Jonsson
Carina Jonsson (* 17. Juli 1979) ist eine schwedische Tischtennisspielerin. Sie gehörte in den 1990er und 2000er Jahren zu den besten Spielerinnen Schwedens und nahm an sechs Weltmeisterschaften und mindestens zwei Europameisterschaften teil.

## Werdegang
Die Linkshänderin Carina Jonsson gewann zweimal die nationale schwedische Meisterschaft im Einzel. Von 2003 bis 2010 nahm sie an sechs Weltmeisterschaften teil, ohne dabei in die Nähe von Medaillenrängen zu gelangen.
Im Jahr 2000 wechselte sie zusammen mit ihrer Zwillingsschwester Susanne vom schwedischen Verein Örans SK nach Deutschland zum FT Preetz in die 2. Bundesliga. Hier blieb sie ein Jahr lang, ging dann nach Helsingborg (Schweden) zurück und schloss sich 2002 dem TSB Flensburg an. Weitere Vereinsstationen waren ASKÖ Linz Froschberg (Österreich, 2004–2007), ADC Ponta do Pargo (Portugal, 2007–2010) und ab 2010 TuS Bad Driburg.